# Nikita Chajkin
Nikita Iljicz Chajkin (hebr. ‏ניקיטה חייקין‎; ros. Никита Ильич Хайкин; ur. 11 lipca 1995 w Netanji) – rosyjski piłkarz występujący na pozycji bramkarza w norweskim klubie FK Bodø/Glimt.

## Kariera klubowa

### Bene Jehuda Tel Awiw
5 sierpnia 2016 podpisał kontrakt z drużyną Bene Jehuda Tel Awiw. Zadebiutował 3 sierpnia 2016 w meczu Pucharu Izraela przeciwko Maccabi Petach Tikwa (1:2). W Ligat ha’Al zadebiutował 25 lutego 2017 w meczu przeciwko Maccabi Tel Awiw (2:0). W sezonie 2016/17 jego zespół zdobył Puchar Izraela.

### Hapoel Kefar Sawa
1 lipca 2017 przeszedł do zespołu Hapoel Kefar Sawa. Zadebiutował 18 września 2017 w meczu Liga Leumit przeciwko Beitar Tel Aviv Bat Yam (3:4).

### FK Bodø/Glimt
11 marca 2019 podpisał kontrakt z klubem FK Bodø/Glimt. Zadebiutował 1 maja 2019 w meczu Pucharu Norwegii przeciwko Aga IL (0:8). W Eliteserien zadebiutował 24 listopada 2019 w meczu przeciwko Kristiansund BK (3:0). W sezonie 2019 jego zespół zajął drugie miejsce w tabeli zdobywając wicemistrzostwo Norwegii. 27 sierpnia 2020 zadebiutował w kwalifikacjach do Ligi Europy UEFA w meczu przeciwko FK Kauno Žalgiris (6:1). W sezonie 2020 jego drużyna zajęła pierwsze miejsce w tabeli i zdobyła mistrzostwo Norwegii. 7 lipca 2021 zadebiutował w kwalifikacjach do Ligi Mistrzów UEFA w meczu przeciwko Legii Warszawa (2:3). 16 września 2021 zadebiutował w fazie grupowej Ligi Konferencji Europy UEFA w meczu przeciwko Zorii Ługańsk (3:1).

## Kariera reprezentacyjna

### Rosja U-21
W 2015 roku otrzymał powołanie do reprezentacji Rosji U-21. Zadebiutował 14 czerwca 2015 w meczu towarzyskim przeciwko reprezentacji Białorusi U-21 (0:3).

## Statystyki

### Klubowe
(aktualne na dzień 21 września 2021)
| Klub                 | Sezon              | Liga               | Liga  | Liga   | Puchar kraju | Puchar kraju | Europa | Europa | Suma  | Suma   |
| Klub                 | Sezon              | Liga               | Mecze | Bramki | Mecze        | Bramki       | Mecze  | Bramki | Mecze | Bramki |
| -------------------- | ------------------ | ------------------ | ----- | ------ | ------------ | ------------ | ------ | ------ | ----- | ------ |
| Bene Jehuda Tel Awiw | 2016/17            | Ligat ha’Al        | 2     | 0      | 3            | 0            | –      | –      | 5     | 0      |
| Bene Jehuda Tel Awiw | Ogólnie            | Ogólnie            | 2     | 0      | 3            | 0            | 0      | 0      | 5     | 0      |
| Hapoel Kefar Sawa    | 2017/18            | Liga Leumit        | 15    | 0      | 2            | 0            | –      | –      | 17    | 0      |
| Hapoel Kefar Sawa    | Ogólnie            | Ogólnie            | 15    | 0      | 2            | 0            | 0      | 0      | 17    | 0      |
| FK Bodø/Glimt        | 2019               | Eliteserien        | 1     | 0      | 2            | 0            | –      | –      | 3     | 0      |
| FK Bodø/Glimt        | 2020               | Eliteserien        | 20    | 0      | 0            | 0            | 3      | 0      | 23    | 0      |
| FK Bodø/Glimt        | 2021               | Eliteserien        | 18    | 0      | 0            | 0            | 9      | 0      | 27    | 0      |
| FK Bodø/Glimt        | Ogólnie            | Ogólnie            | 39    | 0      | 2            | 0            | 12     | 0      | 53    | 0      |
| Ogólnie w karierze   | Ogólnie w karierze | Ogólnie w karierze | 56    | 0      | 7            | 0            | 12     | 0      | 75    | 0      |

### Reprezentacyjne
| Reprezentacja | Rok     | Mecze | Bramki |
| ------------- | ------- | ----- | ------ |
| Rosja U-21    |         |       |        |
| 2015          | 1       | 0     |        |
| 2016          | 1       | 0     |        |
| Ogólnie       | Ogólnie | 2     | 0      |

| Mecze i gole w reprezentacji | Mecze i gole w reprezentacji | Mecze i gole w reprezentacji | Mecze i gole w reprezentacji | Mecze i gole w reprezentacji | Mecze i gole w reprezentacji | Mecze i gole w reprezentacji | Mecze i gole w reprezentacji |
| Lp.                          | Data                         | Miejsce                      | Gospodarz                    | Gość                         | Wynik                        | Gol                          | Rozgrywki                    |
| ---------------------------- | ---------------------------- | ---------------------------- | ---------------------------- | ---------------------------- | ---------------------------- | ---------------------------- | ---------------------------- |
| 1.                           | 14.06.2015                   | Słuck                        | Białoruś U-21                | Rosja U-21                   | 0:3                          |                              | Mecz towarzyski              |
| 2.                           | 19.01.2016                   | Petersburg                   | Rosja U-21                   | Łotwa U-21                   | 2:1                          |                              | Mecz towarzyski              |

## Sukcesy

### Bene Jehuda Tel Awiw
- Puchar Izraela (1×): 2016/2017

### FK Bodø/Glimt
- Mistrzostwo Norwegii (1×): 2020
- Wicemistrzostwo Norwegii (1×): 2019